# 髙橋來
髙橋 來（たかはし らい、2009年2月4日 - ）は、日本の子役である。テアトルアカデミーに所属していた。身長152cm。

## 概要
2013年、ドラマ『検事・朝日奈耀子』でドラマデビュー。同年に放送されたドラマ『Woman』では当時4歳で主人公の息子役を演じ、話題を集める。
2022年10月31日、テアトルアカデミーを卒業した。
祖父と石井竜也（カールスモーキー石井）の父親が兄弟関係にある。

## 出演

### テレビドラマ
- TOKYOエアポート〜東京空港管制保安部〜 最終話（2012年12月23日、フジテレビ） - 近藤の息子 役
- 土曜ワイド劇場 検事・朝日奈耀子13（2013年3月9日、テレビ朝日） - 良太（2歳） 役
- Woman（2013年7月12日 - 9月21日、日本テレビ） - 青柳陸 役
- 刑事のまなざし 第6話（2013年11月11日、TBS） - 小田浩貴 役
- Dr.DMAT 第1話・第2話（2014年1月16日・23日、TBS） - 翼 役
- ホワイト・ラボ〜警視庁特別科学捜査班〜（2014年4月21日 - 6月23日、TBS） - 神山健太 役
- パンドラ〜永遠の命〜（2014年4月27日、WOWOW） - 田代新児 役
- 死神くん 第7話・第8話（2014年6月6日・13日、テレビ朝日） - 内田翔太 役
- 僕らはみんな死んでいる♪（2014年7月 - 9月、TBS） - イツキ 役
- 匿名探偵 第7話（2014年8月22日、テレビ朝日） - 坂巻陽一 役
- さよなら私（2014年10月14日 - 12月9日、NHK） - 星野健人 役
- すべてがFになる 第3話・第4話（2014年11月4日 - 11日、フジテレビ） - 香山祐介 役
- ビンタ!〜弁護士事務員ミノワが愛で解決します〜 第10話（2014年12月4日、読売テレビ） - 新城歩 役
- 保育探偵25時〜花咲慎一郎は眠れない!!〜 第1話（2015年1月16日、テレビ東京） - 清水優斗 役
- アイムホーム（2015年4月 - 6月、テレビ朝日） - 家路良雄 役
- 連続テレビ小説（NHK総合ほか）
  - まれ（2015年8月31日 - 2015年9月26日） - 津村徹志 役
  - ひよっこ（2017年4月3日 - 9月30日） - 谷田部進 役
    - ひよっこ2（2019年3月25日 - 28日）
- 37.5℃の涙 第8話 - 最終話（2015年9月3日 - 17日、TBS） - 川上遼 役
- 相棒season14 第7話（2015年12月2日、テレビ朝日） - 上條吏玖 役
- 嵐の涙〜私たちに明日はある〜（2016年、東海テレビ） - 相田大地 役
- お義父さんと呼ばせて 第8話（2016年3月8日、関西テレビ） - 光太郎 役
- 仮面ライダーエグゼイド（2016年、テレビ朝日） - 宝生永夢（幼少期）役
- 3人のパパ 最終話（2017年6月21日、TBS） - 晴大（小学生） 役
- 科捜研の女 SEASON 17 第9話（2018年1月18日、テレビ朝日） - 行長悟 役
- テレビ東京開局55周年特別企画ドラマスペシャル あまんじゃく 元外科医の殺し屋が医療の闇に挑む!（2018年9月24日、テレビ東京） - 梶優雨 役
  - あまんじゃく 元外科医の殺し屋 最後の闘い（2020年3月30日）
- コールドケース2〜真実の扉〜 第3話（2018年11月10日、WOWOW） - 野々宮広志（幼少期） 役
- 江戸前の旬 第9貫・第10貫・第12貫（2018年12月9日・16日・30日、BSテレ東） - 柳葉誠 役
  - 江戸前の旬 season2 第1貫・第4貫・第12貫（2019年10月20日・11月10日・2020年1月5日）
- 砂の器（2019年3月28日、フジテレビ） ‐ 本浦秀夫（少年時代） 役
- 世にも奇妙な物語 '19雨の特別編「しらず森」（2019年6月8日、フジテレビ） - 長田尚之 役
- Re:フォロワー（2019年10月6日 - 12月15日、ABCテレビ） - 池永一十三（幼少期）役
- 駐在刑事 Season2（2020年1月24日 - 3月6日、テレビ東京） - 綿谷海人 役
- シリーズ江戸川乱歩短編集IV「新！少年探偵団」（2021年3月25日、NHK） - 小林芳雄 役[2]
- 桶狭間OKEHAZAMA～織田信長　覇王の誕生～(2021年3月26日、フジテレビ)  - 竹千代 (幼少期) 役
- 准教授・高槻彰良の推察  - 高槻彰良（幼少期） 役
  - Season1（2021年8月7日-9月25日、東海テレビ・フジテレビ）
  - Season2（2021年10月10日-11月28日、WOWOW）
- 初恋の悪魔 第1話（2022年7月16日、日本テレビ） - 松本大希 役
- 軍港の子 〜よこすかクリーニング1946〜 （2023年8月10日、NHK総合） - 誠司 役

### 映画
- 海賊とよばれた男（2016年12月10日、東宝） - 鐡造の孫 役
- 鋼の錬金術師（2017年12月1日、ワーナー・ブラザース映画） - エドワード・エルリック（幼少期） 役
- 凜-りん-（2019年2月22日、KATSU-do） - 野田耕太（幼少期） 役
- 仕掛人・藤枝梅安 第二作（2023年4月7日、イオンエンターテイメント） - 攫われてきた少年 役

### 情報・バラエティ
- 実録スクープ！その時、裁判官は言った[3]（2020年9月6日、フジテレビ）
- u＆i「男らしく、女らしくがいいの？」[4]（2021年2月17日、NHK Eテレ）  - アイ 役

### ショートムービー
- アルファロメオCINEMAアワード「ママのお気に入り」（2015年2月6日公開） - アキ 役[5]

### ナレーション
- 出川哲朗のこれがMAX（2019年1月2日、フジテレビ）

### webドラマ
- 僕らはみんな死んでいる♪（2013年12月 - 2014年2月、NOTTV） - イツキ 役

### Vシネマ
- 炎神戦隊ゴーオンジャー 10 YEARS GRANDPRIX（2018年） - 走児 役[6]

### CM
- 株式会社 DISCO
- エムティーアイ music.jp
- 大正製薬 ヴイックスヴェポラッブ 「塗るかぜ薬 篇」（2013年）
- ロッテ プティスリー 「小さなパティシエ 篇」（2014年4月8日 - ）[7]
- 永谷園 すし太郎「パーティー 恵方巻き/ハロウィンパーティー」編（2016年）
- 楽天 楽天レシピ 「ぜーんぶ無料 篇」（2016年）[8]

### スチール
- ベネッセ キューピー × たまごクラブ

### その他
- ベネッセ こどもちゃれんじぷち - 教材